# Soowahlie
Soowahlie (Soowahlie First Nation), jedna od suvremenih bandi Stalo Indijanaca s rijeke Chilliwack, oko 1,5 km južno od Vedder Crossinga u kanadskoj provinciji Britanska Kolumbija. Ovdje danas žive na rezervatima (reserves) Grass 15, Pekw'xe:Yles (Peckquaylis) i Soowahlie 14. 
Plemensko vijeće sastoji se od poglavice, plus 3 izabrana vijećnika. Svaki član ovoga vijeća zastupa jednu od četiri glavne porodične skupibe s rezervata Soowahlie.
Populacija 2006. iznosila je 349

## Vanjske poveznice
- Soowahlie  Arhivirana inačica izvorne stranice od 6. svibnja 2009. (Wayback Machine)